# ده عاشور ۲
ده عاشور ۲ یک اندیس فلزی است که در حوالی شهر نکیسان استان کرمان قرار دارد و مادهٔ معدنی موجود در آن، مس است.سنگ میزبان این اندیس گرانودیوریت است و دیرینگی آن به دوران الیگومیوسن می‌رسد. در این اندیس، پاراژنز‌های هماتیت یافت می‌شوند.